# メトロイドプライム4 ビヨンド
『メトロイドプライム4 ビヨンド』（メトロイドプライムフォー ビヨンド、Metroid Prime 4: Beyond）は、アメリカのレトロスタジオが開発し任天堂より2025年に発売予定のファーストパーソン・シューティングゲーム。

## 概要
本作は2017年6月14日のE3で発表された。その時発表されたのは本作のタイトル、ロゴ、対応機種だけだった。その後、Nintendo of Americaのビル・トリネンは、これまでメトロイドプライムシリーズの開発を担ってきたレトロスタジオは本作の開発には関わっておらず、ほかのチームが開発を担当していると発言した。
2019年1月25日、ゲームのクオリティ不足を理由に開発をレトロスタジオへと変更することが発表された。
2024年6月18日のNintendo Directにて、正式タイトル『メトロイドプライム4 ビヨンド』と、Nintendo Switchにて2025年発売予定であることが発表された。
2025年4月2日のNintendo Directにて、Nintendo Switch 2 Editionが発売予定になったことが発表された。なおNintendo Switch版を購入した場合は、アップグレードパスの購入によりNintendo Switch 2 Editionにアップグレードできる。

## 登場人物
サムス・アラン
本シリーズの主人公。
サイラックス
『メトロイドプライム ハンターズ』に登場した銀河連邦を憎むバウンティハンター。本作ではスペースパイレーツと協力関係にある。